# Nagrody Polskiego Instytutu Sztuki Filmowej
Nagrody Polskiego Instytutu Sztuki Filmowej (PISF) – nagrody przyznawane od 2008 roku przez Polski Instytut Sztuki Filmowej osobom i instytucjom, które zajmują się upowszechnianiem i promocją polskiego kina.

## Kategorie nagród PISF
Nagrody są przyznawane za działalność w poprzednim roku w kategoriach: kino, międzynarodowe wydarzenie krajowe, krajowe wydarzenie filmowe, międzynarodowa promocja polskiego kina, dystrybucja polskiego filmu, dystrybucja niekomercyjnego filmu zagranicznego w Polsce (od 2011 roku), krytyka filmowa, audycja filmowa, portal internetowy lub blog o tematyce filmowej, książka o tematyce filmowej, edukacja młodego widza, program kształcenia profesjonalnego (od 2013 roku), Dyskusyjny Klub Filmowy, rekonstrukcja cyfrowa dzieł polskiej kinematografii (od 2010 roku), plakat filmowy (od 2012 roku).

## Laureaci nagród PISF
Kino
- 2007: Kino Muranów w Warszawie
- 2008: Kino Charlie w Łodzi
- 2009: kino „Pod Baranami” w Krakowie
- 2010: Kino Agrafka w Krakowie
- 2011: Krakowskie Centrum Kinowe Ars
- 2012: Kino Amok w Gliwicach
- 2013: Kino Fenix w Łowiczu
- 2014: Kino Rialto w Poznaniu
- 2015: Kino Narew w Pułtusku
- 2016: Kino Światowid w Elblągu
- 2017: Centrum Kultury Filmowej „Stylowy” w Zamościu
- 2018: Kino Fenomen w Kielcach

Międzynarodowe wydarzenie filmowe
- 2007: Międzynarodowy Festiwal Sztuki Autorów Zdjęć Filmowych Camerimage w Łodzi
- 2008: Planete Doc Review
- 2009: Międzynarodowy Festiwal Nowe Horyzonty
- 2010: 50. Krakowski Festiwal Filmowy oraz 26. Warszawski Festiwal Filmowy
- 2011: 29. Międzynarodowy Festiwal Filmów Młodego Widza Ale Kino!
- 2012: 14. Przegląd Filmowy Kino na Granicy w Cieszynie
- 2013: 20. Międzynarodowy Festiwal Filmowy Etiuda & Anima oraz 6. Międzynarodowy Festiwal Kina Niezależnego Off Plus Camera
- 2016: 9. Międzynarodowy Festiwal Filmów Animowanych Animator w Poznaniu

Krajowe wydarzenie filmowe
- 2007: Letnia Akademia Filmowa w Zwierzyńcu
- 2008: Akcja „Tu było kino” / Wydawnictwo Chrum
- 2009: Koszaliński Festiwal Debiutów Filmowych Młodzi i Film
- 2010: 24. Tarnowska Nagroda Filmowa
- 2011: Polska Światłoczuła
- 2012: 37. Gdynia Film Festival
- 2013: Konkurs o Nagrodę im. Krzysztofa Mętraka
- 2014: 41. Ińskie Lato Filmowe
- 2015: 12. Europejski Festiwal Filmowy Integracja Ty i Ja w Koszalinie
- 2017: Kinobus/Lubelszczyzna 2017
- 2018: 26. Międzynarodowy Festiwal Sztuki Autorów Zdjęć Filmowych EnergaCAMERIMAGE

Międzynarodowa promocja polskiego kina
- 2007: Festiwal Filmu Polskiego w Ameryce
- 2008: Projekt Polish Docs / Krakowska Fundacja Filmowa
- 2009: Wystawy „Roman Polański. Aktor. Reżyser” i „100 lat Polskiego Filmu” / Muzeum Kinematografii w Łodzi
- 2010: 5. Festiwal filmu polskiego FilmPOLSKA w Berlinie
- 2011: Stowarzyszenie Twórców i Mecenasów Kultury i Nauki „Angelus Silesius” za promocję filmu Młyn i krzyż
- 2012: 10. Festiwal Nowego Filmu Polskiego Filmland Polen w Niemczech
- 2013: Portobello Film Sales oraz Opus Film za międzynarodową promocję filmu Ida w reż. Pawła Pawlikowskiego
- 2014: Opus Film we współpracy z agencją ACME PR za promocję filmu nominowanego do Oscara – Ida
- 2015: Studio Munka za promocję filmów dokumentalnych "Obiekt" w reż. Pauliny Skibińskiej oraz "Punkt wyjścia" w reż. Michała Szcześniaka
- 2016: Polska Komisja Filmowa za "Polish Film Magazine"
- 2017: Loving Vincent za promocję filmu „Twój Vincent”
- 2018: Opus Film za promocję filmu „Zimna wojna” na 72. Międzynarodowym Festiwalu Filmowym w Cannes

Dystrybucja polskiego filmu
- 2007: ITI Cinema
- 2008: dystrybucja zagraniczna filmu Sztuczki / Zjednoczenie Artystów i Rzemieślników
- 2009: Wydawnictwo DVD Telewizji Kino Polska
- 2010: Kino Świat
- 2011: Kino Świat za filmy Czarny czwartek. Janek Wiśniewski padł i Baby są jakieś inne
- 2012: brak nagrody
- 2013: brak nagrody
- 2014: Next Film za dystrybucję filmów Bogowie oraz Powstanie Warszawskie
- 2015: brak nagrody
- 2016: Against Gravity za krajową dystrybucję filmu "Nawet nie wiesz, jak bardzo Cię kocham" w reż. Pawła Łozińskiego i Forum Film Poland za krajową dystrybucję filmu "Wołyń" w reż. Wojciecha Smarzowskiego
- 2017: Best Film za krajową dystrybucję filmu „Młynarski. Piosenka finałowa”
- 2018: Against Gravity za krajową dystrybucję filmu „Książę i dybuk”

Dystrybucja niekomercyjnego filmu zagranicznego w Polsce
- 2010: Gutek Film
- 2011: Stowarzyszenie Nowe Horyzonty za film Pina
- 2012: Against Gravity za film Raj: miłość reż. Ulrich Seidl
- 2013: Gutek Film za dystrybucję filmu Sugar Man, reż. Malik Bendjelloul
- 2014: Against Gravity za dystrybucję filmu Lewiatan reż. Andriej Zwiagincew

Krytyka filmowa
- 2007: miesięcznik „Kino”
- 2008: Maria Kornatowska
- 2009: Michał Chaciński za rozmowy w Studio TVP Kultura
- 2010: prof. Ewelina Nurczyńska-Fidelska
- 2011: Rafał Marszałek i Michał Oleszczyk
- 2012: Tadeusz Sobolewski i Barbara Hollender
- 2013: Anita Piotrowska
- 2014: Michał Walkiewicz
- 2015: Małgorzata Sadowska
- 2016: Piotr Czerkawski
- 2017: Łukasz Adamski
- 2018: Łukasz Maciejewski
- 2019: Nagrody nie przyznano
- 2020: Błażej Hrapkowicz
- 2021: Diana Dąbrowska

Audycja filmowa
- 2007: Kino Polska
- 2008: Kocham Kino Grażyny Torbickiej w TVP2
- 2009: Trójkowo Filmowo Ryszarda Jaźwińskiego w Programie Trzecim Polskiego Radia
- 2010: „Moje kino. Spotkania wokół X muzy”, RMF Classic, Magdalena Miśka-Jackowska
- 2011: „W iluzjonie” w Telewizji Kino Polska, Stanisław Janicki
- 2012: „Jedna scena” w TVP1 – Michał Chaciński, Michał Bielawski, Łukasz Borzęcki
- 2013: „Filmoteka Polska” w Radiu znad Wilii – Renata Butkiewicz
- 2014: Tomasz Raczek i Kaja Klimek za program Weekendowy Magazyn Filmowy w TVP1
- 2015: "Do zobaczenia" w Radiu TOK FM, Patrycja Wanat
- 2016: "Movie się" na portalu www.filmweb.pl, Łukasz Muszyński, Michał Walkiewicz oraz Jakub Popielecki

Portal internetowy/ blog o tematyce filmowej
- 2007: Filmpolski.pl
- 2008: Stopklatka.pl
- 2009: Bazafilmowa.pl i Filmpolski.pl
- 2010: Filmweb.pl
- 2011: Fototeka.fn.org.pl
- 2012: Dwutygodnik.com
- 2013: Czego nie widać – blog Bartosza Żurawieckiego
- 2014: Kampania społeczna Legalna Kultura za portal LegalnaKultura.pl
- 2015: Adapter.pl, portal filmowy dla niewidomych i niesłyszących
- 2016: "Spór w kinie", blog Krzysztofa Spóra

Książka o filmie
- 2007: Kieślowski. Życie po życiu. Pamięć, Stanisław Zawiśliński
- 2008: Historia kina polskiego. Twórcy, filmy, konteksty, Tadeusz Lubelski
- 2009: Ach! Plakat filmowy w Polsce, Dorota Folga-Januszewska
- 2010: Encyklopedia kina, pod red. prof. Tadeusza Lubelskiego
- 2011: Z Armatą na Wilka. Animowany blues Mariusza Wilczyńskiego, Jerzy Armata
- 2012: Historia niebyła kina PRL, Tadeusz Lubelski
- 2013: Biały mazur. Kino kobiet w polskiej kinematografii, Monika Talarczyk-Gubała
- 2014: Polski film dla dzieci i młodzieży, Jerzy Armata, Anna Wróblewska
- 2015: Dwutomowa publikacja "Historia polskiego filmu dokumentalnego (1896-1944, 1945-2014)", Małgorzata Hendrykowska
- 2016: "Cicha eksplozja. Nowe kino Azji Wschodniej i Południowo-Wschodniej", pod red. Jagody Murczyńskiej
- 2017: „Aktorki. Odkrycia” Łukasza Maciejewskiego oraz „Od Munka do Maślony” Barbary Hollender
- 2018: „Polska szkoła filmowa” Marka Hendrykowskiego oraz „Społeczny wymiar tworzenia filmu w Polsce” Tomasza Kożuchowskiego, Iwony Morozow i Romana Sawki

Edukacja młodego widza
- 2007: Ogólnopolski Konkurs Wiedzy o Filmie
- 2008: Międzynarodowy Festiwal Filmów Młodego Widza Ale Kino!
- 2009: Książka Kino bez tajemnic, pod redakcją prof. Eweliny Nurczyńskiej-Fidelskiej, Konrada Klejsy, Tomasza Kłysa i Piotra Sitarskiego
- 2010: Młodzieżowy DKF „Iluzjon” w II LO im. C.K. Norwida w Krasnymstawie
- 2011: 11. Nowe Horyzonty Edukacji Filmowej
- 2012: Projekt Między nami autorami – www.edukacjafilmowa.pl
- 2013: Projekt Animacja dla każdego – Studio Miniatur Filmowych w Warszawie, Warsztaty Ogrody animacji polskiej – Camfilm, Katarzyna Kubacka, Jan Szymański oraz KinoSzkoła. Interdyscyplinarny program edukacji medialnej – Joanna Zabłocka-Skorek
- 2014: Liderzy Filmoteki Szkolnej: Iwona Baldy (woj. opolskie), Jarosław Basaj (woj. mazowieckie), Justyna Całczyńska (woj. mazowieckie), Katarzyna Czubińska (woj. wielkopolskie), Kinga Dolatowska (woj. zachodniopomorskie), Krzysztof Fortuna (woj. zachodniopomorskie), Agnieszka Grzegórzek-Zając (woj. małopolskie), Ewa Jakubowska (woj. kujawsko-pomorskie), Piotr Kalitka (woj. wielkopolskie), Anna Karp (woj. świętokrzyskie), Aleksandra Kędra (woj. łódzkie), Ewa Klonowska (woj. śląskie), Ewa Magdziarz (woj. lubelskie), Jolanta Manthey (woj. pomorskie), Małgorzata Miszczak (woj. lubuskie), Ewa Musiał (woj. podkarpackie), Magdalena Nogaj (woj. opolskie), Anna Równy (woj. mazowieckie), Magdalena Rudnicka (woj. warmińsko-mazurskie), Ewelina Waląg (woj. dolnośląskie), Mariusz Widawski (woj. małopolskie), Katarzyna Zabłocka (woj. podlaskie), Emilia Żuber (woj. lubelskie)
- 2015: Cykl spotkań filmowych dla obcokrajowców "Polish Cinema for Beginners" w Kinie Nowe Horyzonty we Wrocławiu
- 2016: Edukacja filmowa dla dzieci i młodzieży w Kinie Amok w Gliwicach
- 2017: Warsztaty Operatorskie PSC i „FilmPRO”
- 2018: Akcelerator dla młodych przedsiębiorców z sektora audiowizualnego (KIPA)

Dyskusyjny klub filmowy
- 2007: DKF Rotunda w Krakowie
- 2008: DKF Bariera w Lublinie
- 2009: DKF Mikro-Odeon w Krakowie
- 2010: DKF Jasminum w Grójcu
- 2011: DKF Dkfbok w Bolesławcu
- 2012: DKF Zwierzyńczyk w Zwierzyńcu
- 2013: DKF Olbrzym w Tarnowskich Górach
- 2014: DKF Kinochłon w Augustowie
- 2015: DKF w Gorzowie Wielkopolskim
- 2016: DKF Bez Nazwy w Łowiczu
- 2017: DKF „GAG” w Białymstoku
- 2018: DKF „Kinochłon” w Augustowie

Rekonstrukcja cyfrowa dzieł polskiej kinematografii
- 2009: Grzegorz Molewski za pionierskie działania w zakresie cyfrowej rekonstrukcji polskich filmów
- 2010: The Chimney Pot
- 2011: Soundplace Sp. z o.o.
- 2012: TPS Film Studio
- 2013: Fixafilm za rekonstrukcję filmu Popioły
- 2014: Studio Produkcyjne Orka za rekonstrukcję cyfrową i koloryzację kronik z Powstania warszawskiego zrealizowanych przez operatorów Biura Informacji i Propagandy Armii Krajowej w 1944 roku
- 2015: TPS Film Studio za rekonstrukcję cyfrową serialu i filmu "Proszę Słonia" w reż. Witolda Giersza
- 2016: Konsorcjum rekonstrukcyjne DI Factory/reKINO za cyfrową rekonstrukcję filmu "Smuga cienia" w reż. Andrzeja Wajdy

Plakat filmowy
- 2011: Matka Teresa od kotów, Tomasz Olbiński, Szymon Zaremba
- 2012: Argentyńska lekcja, Jerzy Czerniawski
- 2013: Świteź, Agata Wacławiak-Pączkowska[4]
- 2014: brak nagrody[5].
- 2015: "11 minut", Wilhelm Sasnal
- 2016: brak nagrody
- 2017: „Twój Vincent”, Dorota Kobiela
- 2018: „Książę i dybuk”, Anja Pölk[6]